# Iwan Jakowlewitsch Osminin
Iwan Jakowlewitsch Osminin (russisch Иван Яковлевич Осминин; * um 1787; † 28. Augustjul. / 9. September 1838greg.) war ein russischer Schiffbauer.

## Leben
Osminin begann 1799 in St. Petersburg die Ausbildung in der 1798 gegründeten Linienschiff-Technik-Schule. Im Oktober 1803 erhielt er für seine Leistungen eine Goldmedaille, und im August 1805 schloss er mit dem ersten Abgangsjahrgang die Ausbildung als Draftsman (12. Rangklasse) ab. Zur Verbesserung der Ausbildung wurde er nach England geschickt.
Nach der Rückkehr aus England 1808 wurde Osminin Linienschiff-Meister-Assistent. Ab 1811 lehrte er an der Linienschiff-Technik-Schule. Während des Krieges gegen Frankreich wurde er 1813 nach Königsberg abkommandiert. Während der Belagerung des französisch besetzten Danzigs reparierte er die Schiffe der russischen Flottille, die die  Stadt bombardierte.

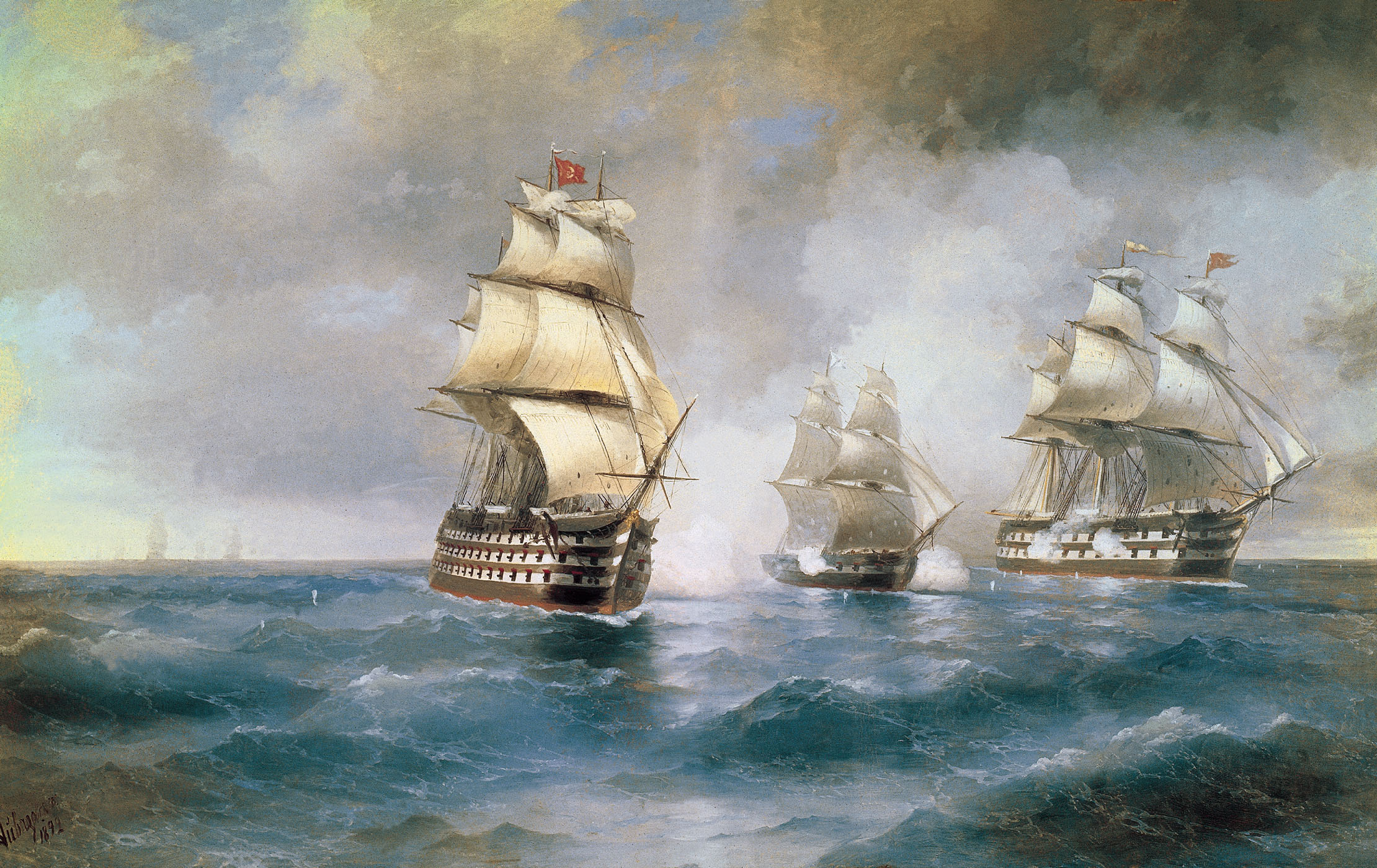
Zwei türkische Linienschiffe greifen die Merkuri an (I. K. Aiwasowski, 1892, Aiwasowski-Kunstgalerie, Feodossija)

Im März 1817 wurde Osminin in die 9. Rangklasse eingestuft und von St. Petersburg zunächst nach Nikolajew und dann nach Sewastopol versetzt. Im Februar 1819 legte er in der Sewastopoler Admiralität die 20-Kanonen-Brigg Merkuri auf Kiel, für die Krimeichenholz verwendet wurde und die im Mai 1820 von Stapel lief. Im Russisch-Türkischen Krieg (1828–1829) wurde die Merkuri unter dem Kommando Alexander Kasarskis im Mai 1829 von zwei türkischen Linienschiffen angegriffen, die sie besiegte und wofür sie die Georgsflagge erhielt. Osminin baute weitere Schiffe unterschiedlicher Art. 1822 baute er eine 8-Kanonen-Yacht, mit der die Küsten des Schwarzen Meeres und des Asowschen Meeres vermessen wurden. Im Februar 1822 kam er in die 8. Rangklasse. Im Verlauf von 10 Jahren baute er 13 Schiffe, die in die Schwarzmeerflotte aufgenommen wurden und am Russisch-Türkischen Krieg (1828–1829) teilnahmen.
Der Oberbefehlshaber der Schwarzmeerflotte Admiral Alexis Greigh schätzte die Arbeit Osminins sehr und veranlasste seine Ernennung zum Oberst und seine Versetzung nach Nikolajew im Januar 1830. Bereits im Februar 1829 hatte Osminin in der Nikolajewer Admiralität den großen 14-Kanonen-Raddampfer Gromonossez auf Kiel gelegt (Länge 40,5 m, Breite 6,7 m, Tiefgang 3,12 m, Wasserverdrängung 518 Tonnen). Für den Bau wurde Eichenholz und teilweise Kiefernholz verwendet. Die beiden Seitenschaufelräder wurden von zwei Dampfmaschinen des Baird-Werks angetrieben (Gesamtnennleistung 100 PS). Der Stapellauf erfolgte im Oktober 1830. Bewaffnet war das Schiff mit 4 12-Pfund-Kanonen, 4 18 Pfund-Kanonen und 6 24-Pfund-Karronaden (1 russisches Pfund = 0,41 kg). 1830 baute er noch innerhalb von vier Monaten den Holzraddampfer Wesuwi mit zwei Dampfmaschinen des Baird-Werks (Gesamtnennleistung 37 PS) und einem Kupfer-Dampfkessel aus einem alten Dampfer.
Osminin baute in Nikolajew für die Schwarzmeerflotte Korvetten, Yachten und Transportschiffe. Im März 1832 legte er das von Admiral Greigh projektierte erste 120-Kanonen-Schwarzmeer-Linienschiff Warschau auf Kiel, das im November 1833 von Stapel lief und 1834 von Stepan Tschernjawski fertiggestellt wurde. 1834 wurde Osminin Chef der Linienschiff-Ingenieure der Schwarzmeerflotte und Vorsitzender des Linienschiffbau-Wissenschaftskomitees der Schwarzmeerflotte.

## Ehrungen
- Orden des Heiligen Wladimir IV. Klasse (1813)[3]
- Russischer Orden der Heiligen Anna II. Klasse (1833)[1]